# Vlad al VI-lea Dragomir
Vlad al VI-lea Dragomir (n. anii 1500 – d. ianuarie 1522) a fost un domnitor al Țării Românești între octombrie și noiembrie 1521. El a uzurpat tronul domnesc pe care se afla copilul Teodosie, fiul lui Neagoe Basarab, însă a fost înlăturat în scurtă vreme de către acesta, revenit cu ajutor turcesc.